# 露出プレイ
露出プレイ（ろしゅつプレイ）とは、他人に乳房や性器を見せることで見せた者やそのパートナーが満足を得る行為である。街中や自動車内（カーセックス）で行うと日本では刑法174条の公然わいせつ罪に抵触するため、合法的に全裸になれる混浴温泉や偶然に乳房や性器を露出した体裁を取れるプールや海水浴場、ヌーディストビーチなどが好まれる。また性行為など本来人目を避けて行うべき行為を、あえて他者の目に触れる可能性のある場所・環境で行うことを指す場合もある。

## 概要
そもそも裸体を隠す文化の中では露出は性行為と密接な関係を持って語られることが多い。性行為や自慰行為は服を脱ぐことから始まるために、公共の場において裸になることや性的な行為を行うことは社会通念上タブーとされている。そうしたタブーが存在すれば、少数派とはいえ、そのタブーによって興奮を増す性的倒錯が存在することも事実である。いわゆる露出癖は、そうした公共の場や人目に触れる可能性のあるところであからさまな性的行為を行うことを好む性的倒錯である。

### 露出症
露出症者（主に男性）は、通常は見知らぬ人に不意に自分の性器を見せ、その行為をしているときに性的な興奮を覚えます。いやがる相手に対し、驚かせたい、ショックを与えたい、強い印象を与えたいといった自身の欲求を自覚していることがあります。
被害者はほぼ常に成人女性か、男児または女児です。実際に性的接触を求めることはほとんどなく、露出症者がレイプをすることはめったにありません。

#### 再犯
露出症者は露出行動を続ける傾向がみられ、約20～50％が再逮捕される。

## 露出プレイと野外プレイ
日本においてフェティシズムは体系的に整理して扱われているわけではなくポルノ雑誌などで通俗的に扱われており、露出プレイと野外プレイの区別は明確ではない。が、性的倒錯としては似て非なるものである。露出プレイは見られること、または見られる可能性に興奮する性的倒錯であり、野外・屋外プレイは本来寝室などプライベートな場所で行うべき行為を外で行う背徳感やスリルに興奮する性的倒錯である。野外プレイの場合は誰かに見られること、見られる可能性は必ずしも必要ではないことが差異といえる。
例えば野外であってもプライベートビーチや森の中など他者の目のが及ぶ事がまずない場での性行為は、野外プレイであっても露出プレイではない。そもそもかつての日本においては、裕福な家庭や夫婦2人だけの家族を除いては、家の中で人目を避ける事が不可能であり、人目を避ける手段として野外での性行為を行ったという経緯がある（青姦を参考されたい）。反対に家の中であっても、例えば大きなガラス窓の近くなど、誰かの視線に晒す（危険性のある）形で性行為をすれば、野外プレイではないが露出プレイではある。

## 露出の定義
詳しくは露出狂の項を参照。誰も見ていない夜の街を裸で歩くなど、他者の存在が無くても露出と見なすかどうかは行う者の判断によるが、誰かに見られる可能性の高い場所で裸になるのは犯罪となりうる行為である。
2008年1月24日、宮崎県庁本館の前庭で全裸写真を撮影し、インターネット・サイト上に公開した男女3名が、公然わいせつ事件被疑者として逮捕された事案がある。

## 露出プレイの例
これらの行為には公然わいせつ罪に問われるものもある。
露出を目的とする場合
露出癖を持つ者が行う場合が多く、公共の場における露出度の高い服装も露出プレイと見なされることがある。なかには性器や自慰、性行為を他人、とりわけ自身と異なる性別の者に見せ、快感を得る性的倒錯も存在する。露出癖を持つものの自発的な行動も多い。密閉された空間であっても、近親相姦や獣姦など、インモラルとされる性行為を他人に見せて自身が快感を得るのであれば露出プレイにあたる。
- ノーパン・ノーブラでの外出
- 下着姿・水着・裸での外出
- 屋外・店等の公衆トイレでのオナニー
- バイブ・ローターを性器・肛門に挿入しての外出
- 野外でのオナニー・性行為
- 野外でのトイレ以外で放尿・脱糞
- 野外でトイレの扉を開けたまま、扉に鍵をかけないで排尿・脱糞する
- 自身と異なる性別用の公衆浴場に裸で入る
- 証明写真の撮影ボックスに裸で入り、撮影した写真を放置

SMプレイとしての場合
SMプレイにおいてマゾヒストに対し野外など、人目につく危険のある場所で性的な恥ずかしい行為をさせる。SMプレイの一ジャンルとして確立している。多くはサディストの命令により行われることが多いが、マゾヒストが単身実行する例も見受けられる。屈辱を与えることが目的なため、必ずしも性行為は含まれないこともある。
- 縄や拘束具により緊縛・拘束された上に薄手の衣類を着せての外出
- 強制的なノーパン・ノーブラでの外出
- 強制的な下着姿・裸での外出
- 強制的な野外・衆人環視下でのオナニー・放尿・脱糞・浣腸
- 明らかに性的に逸脱した関係を示す服装、状態での外出（首に鎖をかけられて四つん這い、成人しているにも関わらずランドセルを背負う、女装など）
- 屋外や店・公園の公衆トイレ等でのオナニー・性行為・排泄
- 屋外や公的な場所での放置プレイ
- 尿や潮などの放置
- 絶頂後の痙攣や気絶の扉等を開けた状態での放置

性的な目的の無い場合
体罰や私刑（リンチ）で、相手の身ぐるみをはいで放置する、なんらかの代償として恥ずかしい行動をとらせる、などの目的で露出が行われる場合がある。またそれらを行うものは、当然罪に問われるが強制的にやらされた者は基本的に罪に問われない、またそれらを強制的に行わせた者ではなく、通りすがりの者でもプライベートゾーン及び性器などを写真に撮ったりそれらを公開するなどして相手を辱めて助けるなどの行為をせずより差恥心などをよりひどい状況にした場合でも罪に問われることがある。もちろん自ら下着姿、トップレス、ノーパン、ノーブラ、過激すぎる水着(一部のマイクロビキニ)、全裸などで街中を歩いて自ら拘束されるのも罪に問われる。